# Scuola di Stanford
La Scuola di Stanford (chiamata anche ironicamente Stanford Disunity Mafia) è un gruppo di filosofi della scienza, legati all'Università di Stanford, accomunati da alcuni argomenti contro l'unità della scienza.
Queste critiche poggiano sulla concezione della scienza come processo sociale e culturale, ma anche su argomenti riguardanti la pluralità ontologica e metodologica dei diversi campi scientifici. Alcuni filosofi che fanno parte della Scuola di Stanford sono Nancy Cartwright, John Dupré, Peter Galison, Ian Hacking e Patrick Suppes. Una posizione tipicamente difesa dai membri della Scuola di Stanford prende il nome di "entity realism". 
Una conferenza con tutti i membri originali (ad eccezione di Ian Hacking) e altri partecipanti si è svolta nel campus di Stanford il 25-26 ottobre 2013.